# Baby Driver
Baby Driver és una comèdia policíaca anglo-estatunidenca escrita i dirigida per Edgar Wright, estrenada l'any 2017. S'ha subtitulat al català.

## Argument
Baby, un particular jove orfe, es veu forçat a col·laborar amb un cap de banda d'atracadors a Atlanta.
A part d'aquest món que no és normal, sempre proveït dels seus auriculars, Baby lluita per sortir de la seva influència. Un dia, coneix la noia dels seus somnis, Debora, que treballa com a cambrera en un diner. Es diu aleshores que pot canviar de vida i abandonar la criminalitat. Però Doc, el seu empresari, no aprecia aquest canvi…

## Repartiment
- Ansel Elgort: Miles «Baby»
- Kevin Spacey: Doc
- Lily James: Debora
- Jon Hamm: Jason, «Buddy»
- Jamie Foxx: Leon «Bato»
- Eiza González: Monica «Darling»
- Jon Bernthal: Griff
- Flea: Eddie «No-Nose»
- Sky Ferreira: La mare de «Baby»
- Lanny Joon: J. D.
- CJ Jones: Joseph
- Big Boi: l'amo del restaurant 2
- Killer Mike: l'amo del restaurant #2
- Paul Williams: el «carnisser»
- Jon Spencer: el guàrdia de la presó
- Walter Hill: l'intèrpret al tribunal

## Producció

### Gènesi i desenvolupament
El juliol 2014, va anunciar que Edgar Wright abandonava el projecte Ant-Man i que el seu proper film com a director serà finalment Baby Driver amb l'estudi Working Title Films. Tim Bevan, Eric Fellner i Nira Park han anunciat com productors,. Media Rights Capital i TriStar financen el film amb l'ajuda de la societat de Nira Park, Big Talk Produccions.
La història recorda la intriga d'un clip de 2003 dirigida per Edgar Wright per al títol Blue Song de Mint Reial.

### Repartiment dels papers
El gener del 2015, ha revelat que Ansel Elgort és en negociacions per agafar el film. Emma Stone i Michael Douglas també són triats. El maig del 2015, Lily James té contactes per al paper femení principal,.
El setembre del 2015, Jamie Foxx s'uneix al repartiment. Un mes més tard, Jon Hamm obté el paper d'un dels principals antagonistes del film. El novembre del 2015, Kevin Spacey s'uneix al projecte en el paper del cap del grup d'atracadors.
El desembre del 2015, Eiza González obté el paper d'una atracadora. El febrer del 2016, li toca a Jon Bernthal agafar el paper de Griff

### Anècdotes
Edgar Wright no va escollir l'escena d'obertura de Baby Driver de casualitat. En efecte, és una reproducció gairebé idèntica del clip de Blue Song del grup Mint Royale estrenada l'any 2003. Aquest clip posa en escena el xofer d'un atracament que espera els seus còmplices que desvalisen la banca, cantant i dansant sobre la peça Blue Song, i el seu director no és altre que Edgar Wright.

### Rodatge
El rodatge comença el 17 de febrer de 2016 i acaba el 13 de maig de 2016. Té lloc a l'Estat de Geòrgia (Atlanta i Dunwoody) i a Nova Orleans.

## Rebuda

### Festivals i estrenes
L'11 d'agost de 2015, Sony Pictures Entertainment anuncia la sortida americana per al 17 de març de 2017, a continuació retardada a l'11 d'agost, a continuació avançada al 28 de juny El film és presentat al festival South by Southwest l'11 de març de 2017.

### Crítica
A Rotten Tomatoes, el film obté 97% d'opinions favorables de 218 crítiques i una nota mitjana de 8,1/10. A Metacritic, treu una mitjana de 86/100, per a 52 crítics, obtenint així l'esment «Universal acclaim» amb només parers positius.
«Filmada amb tremp i de muntatge virtuós (...) és un bòlid que rugeix. Un viatge trepidant que venç el vertigen del malbaratament creatiu a força de talent i ritme. (…) Puntuació: ★★★★★ (sobre 5)»
«Com totes les pel·lícules d'Edgar Wright, Baby Driver és una bomba, amb música omnipresent i un excés d'idees inspirades, però també un caos (...) salvatgement imaginativa.»
«Una pel·lícula policíaca per més de set anys. Dolça i eixelebrada amb la qual pots ballar.»

### Premis
- 2017: National Board of Review (NBR): millors 10 pel·lícules de l'any
- 2017: Premis Satellite: nominada a millor muntatge